# The Buckinghams
A The Buckinghams egy amerikai popegyüttes, melyet 1967-ben alapítottak meg Chicagoban. 
Tagok: Carl Giammarese, Nick Fortuna, Bruce Soboroff, Dave Zane, Rocky Penn. Volt tagok: Dennis Tufano, John Poulos, George LeGros, Curtis Bachman, Dennis Miccolis, Marty Grebb, Jack Parker, John Cammelot, Laurie Beebe Lewis, Barb Unger, Larry Nestor, Tom Scheckel, Bob Abrams. Kind of a Drag című daluk 1967-ben vezette az amerikai Billboard slágerlistát.

## Diszkográfia

### Nagylemezek
- Kind of a Drag (1967, USA Records) US # 109
- Time and Charges (1967, Columbia) US # 58
- Portraits (1967, Columbia) US # 53
- In One Ear and Gone Tomorrow (1968, Columbia #CS 9703) US # 161
- A Matter of Time (1985, Red Label Records)
- Terra Firma (1998, Nation Records)
- Live and Well (2006, BML Records)
- Reaching Back (2007, Fuel Records)
- Standing Room Only (2008, Fuel Records)
- The Joy of Christmas (2008, BML Records)
- Up Close: CD and digital downloads (2010, itsaboutmusic.com Records)

### Válogatásalbumok
- Greatest Hits (1969, Columbia) US # 73
- Made in Chicago (1975, Columbia)
- Mercy, Mercy, Mercy: A Collection (1991, Columbia/Legacy)
- Up Close: The Buckinghams in Concert DVD/CD box set (2010, itsaboutmusic.com Records)